# Catatumbo
Catatumbo (hiszp. Río Catatumbo) – rzeka w północno-wschodniej Kolumbii (departament Norte de Santander) i północno-zachodniej Wenezueli (stan Zulia). Długość rzeki wynosi około 340 lub 450 km.
Rzeka ma swoje źródło w Kolumbii, u podnóża szczytu Cerro de Jurisdicciones, w Kordylierze Wschodniej, kilkanaście kilometrów na południe od miejscowości Ábrego. W górnym biegu nosi nazwy Oroque i Algodonal. Początkowo rzeka płynie w kierunku północnym, dalej skręca na północny wschód. W połowie długości przekracza granicę wenezuelską i uchodzi do jeziora Maracaibo, tworząc deltę.
Nad ujściem rzeki około 300 razy w roku dochodzi do wielogodzinnych wyładowań atmosferycznych. Fenomen ten, zwany relampago del Catatumbo, nocą widoczny jest z odległości 400 km i dzięki swojej regularności wykorzystywany był do nawigacji przez załogi statków, zyskując też przydomek „latarni z Maracaibo”. Znajduje się tu Park Narodowy Ciénagas del Catatumbo.